# Baldim
Baldim är en kommun i Brasilien.   Den ligger i delstaten Minas Gerais, i den sydöstra delen av landet, 600 km sydost om huvudstaden Brasília. Antalet invånare är 7 917.
Omgivningarna runt Baldim är huvudsakligen savann. Runt Baldim är det glesbefolkat, med 8 invånare per kvadratkilometer.